# Ширкейли
Ширкейли (каз. Шіркейлі) — село в Сырдарьинском районе Кызылординской области Казахстана. Административный центр и единственный населённый пункт Ширкейлийского сельского округа. Находится примерно в 27 км к юго-востоку от районного центра, посёлка Теренозек. Код КАТО — 434855100.

## Население
В 1999 году население села составляло 2837 человек (1453 мужчины и 1384 женщины). По данным переписи 2009 года, в селе проживало 2638 человек (1370 мужчин и 1268 женщин).